# Неї-сюр-Сен

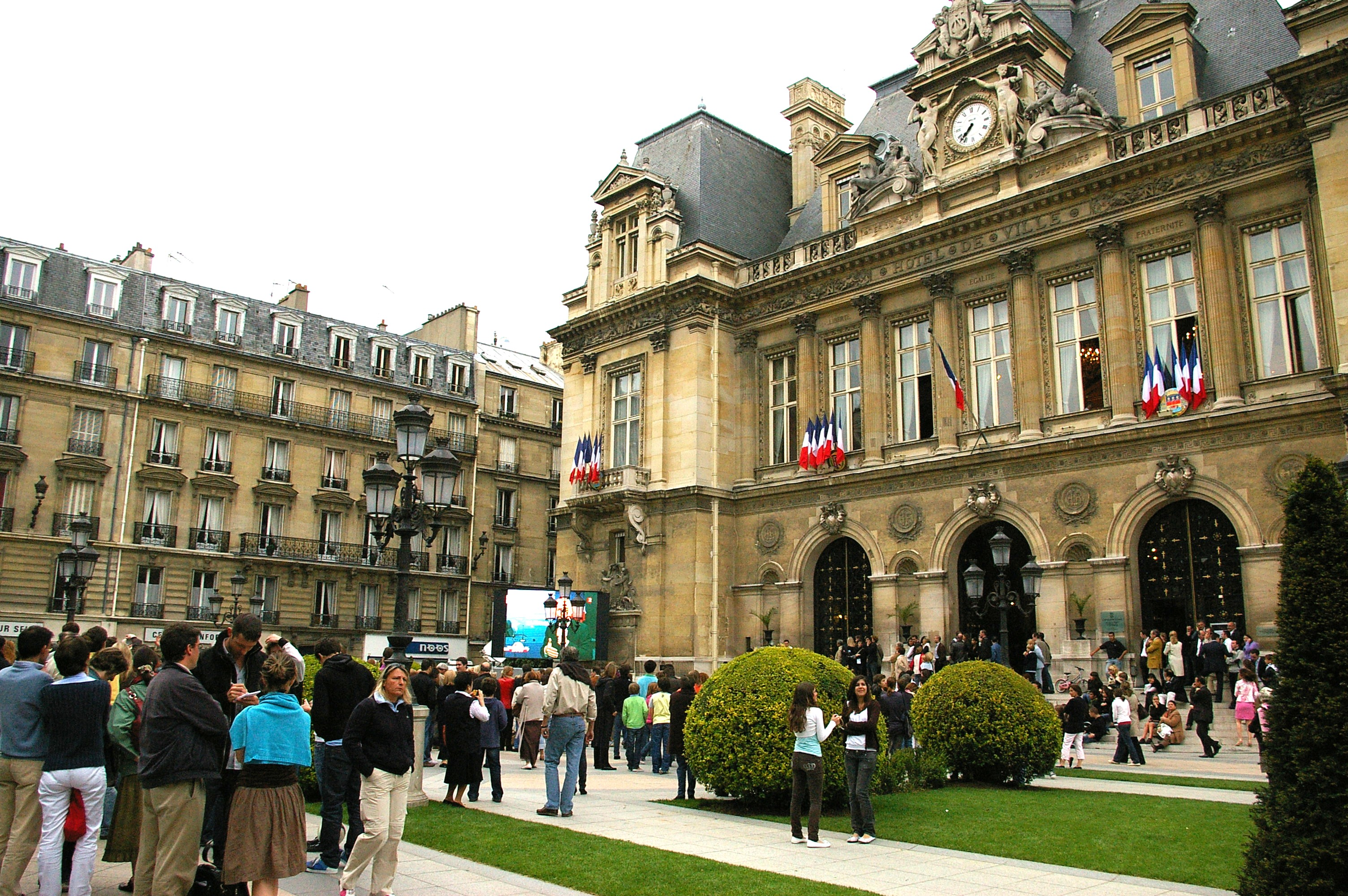

Неї́-сюр-Сен (фр. Neuilly-sur-Seine) — місто та муніципалітет у Франції, у регіоні Іль-де-Франс, департамент О-де-Сен. Населення — 59 267 осіб (01.01.2021).
Муніципалітет розташований на відстані близько 8 км на північний захід від Парижа, 6 км на схід від Нантера. Фактично є західним передмістям Парижу.

## Демографія
Динаміка населення (Cassini і INSEE ):
Розподіл населення за віком та статтю (2006):
| Стать | Всього | До 15 років | 15-24 | 25-44 | 45-64 | 65-85 | Понад 85 |
| --- | ------ | ----------- | ----- | ----- | ----- | ----- | -------- |
| Чоловіки | 27 782 | 5207        | 3011  | 7691  | 7073  | 4140  | 660      |
| Жінки | 33 676 | 5128        | 3406  | 8905  | 8529  | 6211  | 1497     |
| \| Статево-вікова піраміда \| Статево-вікова піраміда \| Статево-вікова піраміда \| \| ----------------------- \| ----------------------- \| ----------------------- \| \| Чоловіки \| Вік \| Жінки \| \| 660 \| 85 + \| 1497 \| \| 959 \| 80-84 \| 1592 \| \| 1079 \| 75-79 \| 1746 \| \| 981 \| 70-74 \| 1399 \| \| 1121 \| 65-69 \| 1474 \| \| 1624 \| 60-64 \| 2000 \| \| 2072 \| 55-59 \| 2234 \| \| 1685 \| 50-54 \| 2334 \| \| 1692 \| 45-49 \| 1961 \| \| 2019 \| 40-44 \| 2285 \| \| 2032 \| 35-39 \| 2206 \| \| 1871 \| 30-34 \| 2327 \| \| 1769 \| 25-29 \| 2087 \| \| 1592 \| 20-24 \| 1791 \| \| 1419 \| 15-20 \| 1615 \| \| 1716 \| 10-14 \| 1580 \| \| 1693 \| 5-9 \| 1822 \| \| 1798 \| 0-4 \| 1726 \| |        |             |       |       |       |       |          |
| Статево-вікова піраміда |        |             |       |       |       |       |          |
| Чоловіки | Вік    | Жінки       |       |       |       |       |          |
| 660 | 85 +   | 1497        |       |       |       |       |          |
| 959 | 80-84  | 1592        |       |       |       |       |          |
| 1079 | 75-79  | 1746        |       |       |       |       |          |
| 981 | 70-74  | 1399        |       |       |       |       |          |
| 1121 | 65-69  | 1474        |       |       |       |       |          |
| 1624 | 60-64  | 2000        |       |       |       |       |          |
| 2072 | 55-59  | 2234        |       |       |       |       |          |
| 1685 | 50-54  | 2334        |       |       |       |       |          |
| 1692 | 45-49  | 1961        |       |       |       |       |          |
| 2019 | 40-44  | 2285        |       |       |       |       |          |
| 2032 | 35-39  | 2206        |       |       |       |       |          |
| 1871 | 30-34  | 2327        |       |       |       |       |          |
| 1769 | 25-29  | 2087        |       |       |       |       |          |
| 1592 | 20-24  | 1791        |       |       |       |       |          |
| 1419 | 15-20  | 1615        |       |       |       |       |          |
| 1716 | 10-14  | 1580        |       |       |       |       |          |
| 1693 | 5-9    | 1822        |       |       |       |       |          |
| 1798 | 0-4    | 1726        |       |       |       |       |          |

## Персоналії
У Неї-сюр-Сен народилась скульпторка Нікі де Сейнт Фолі, який на власний кошт створила садок скульптур просто неба «Чарівне коло королеви Каліфії».
У Неї-сюр-Сен в 1949 році помер філософ-містик Георгій Іванович Гурджієв.
1968 року в місті помер видатний художник-модерніст Марсель Дюшан.
У 1983—2002 роках мером міста був Ніколя Саркозі.
У 2019 році тут помер модельєр Карл Лагерфельд.

## Економіка
2010 року серед 38 251 особи працездатного віку (15—64 років) 27 850 були активними, 10 401 — неактивною (показник активності 72,8%, у 1999 році було 68,6%). З 27 850 активних мешканців працювали 25 794 особи (12 781 чоловік та 13 013 жінок), безробітними було 2056 (909 чоловіків та 1147 жінок). Серед 10 401 неактивної 5183 особи були учнями чи студентами, 1761 — пенсіонерами, 3457 були неактивними з інших причин.

У 2010 році в муніципалітеті числилось 28011 оподаткованих домогосподарств, у яких проживали 60992,5 особи, медіана доходів виносила 44 493 євро на одного особоспоживача

## Уродженці
- Анді Діуф (*2003) — французький футболіст, півзахисник.

- Жак Превер (1900—1977) — французький поет і кінодраматург
- Жермена Муньє (1920—2006) — французька піаністка та музичний педагог
- Мішель Морган (1920—2016) — відома французька акторка
- Кріс Маркер (1921—2012) — французький письменник, фотограф, режисер-документаліст та сценарист
- П'єр Монді (1925—2012) — французький кіно та театральний актор та режисер
- Жан-Поль Бельмондо (1933—2021) — французький актор
- Клод Брассер (1936—2020) — французький актор
- Жерар Клайн (* 1937) — французький письменник-фантаст і літературний критик
- Франсіс Вебер (* 1937) — французький кінорежисер, сценарист, відомий комедіограф
- Михаїл (Лярош) (* 1943) — митрополит Паризький УПЦ Київського патріархату
- Філіпп Сард (* 1948) — французький композитор
- Ірина Семенова-Тян-Шанська (*1961) — французький філолог, історик, мистецтвознавець
- Дені Лаван (* 1961) — французький актор
- Роман Коппола (* 1965) — американський режисер, сценарист і кінопродюсер, автор відеокліпів, актор.
- Бруно ле Мер (* 1969) — французький політик і дипломат.
- Аллан Ньом (* 1988) — французький і камерунський футболіст, захисник.

## Галерея зображень

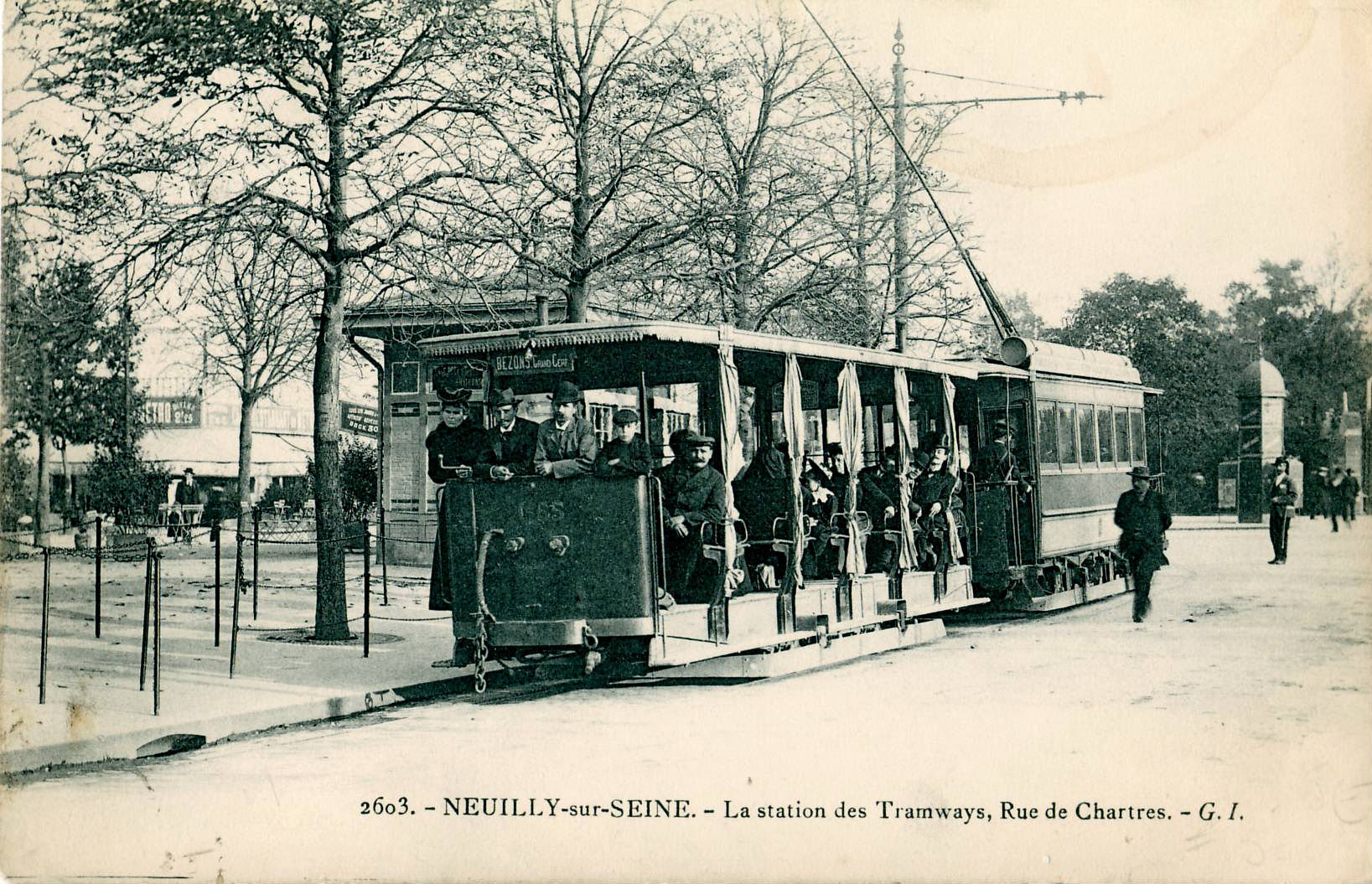
До того, як місто обслуговувалося RATP і SNCF, у місті були лінії Париж – Сен-Жермен або CGO для Парижа, як тут, цей електричний трамвай із відкритим причепом для Bezons Grand Cerf
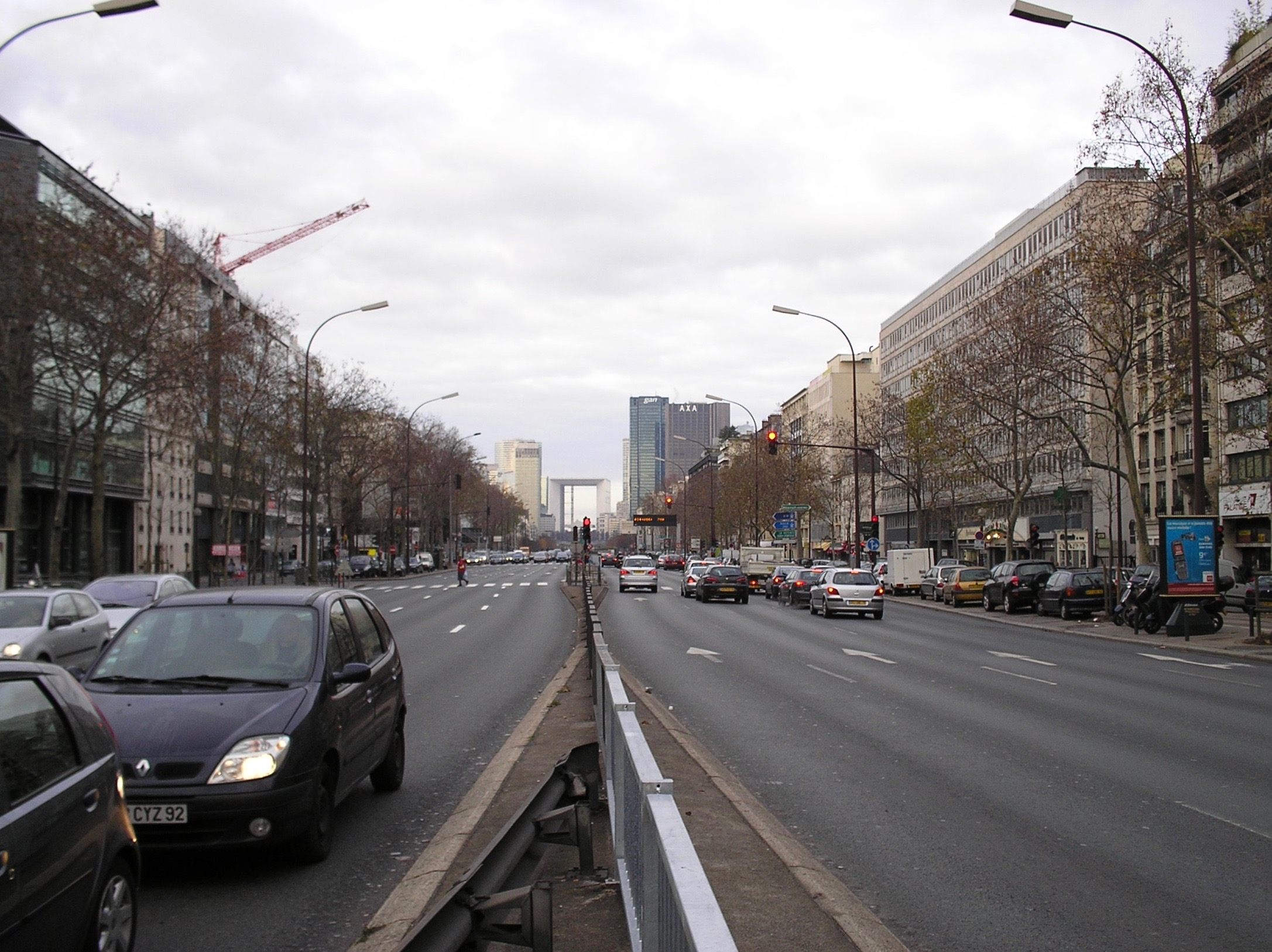
Проспект Шарля де Голя: vue vers la Défense
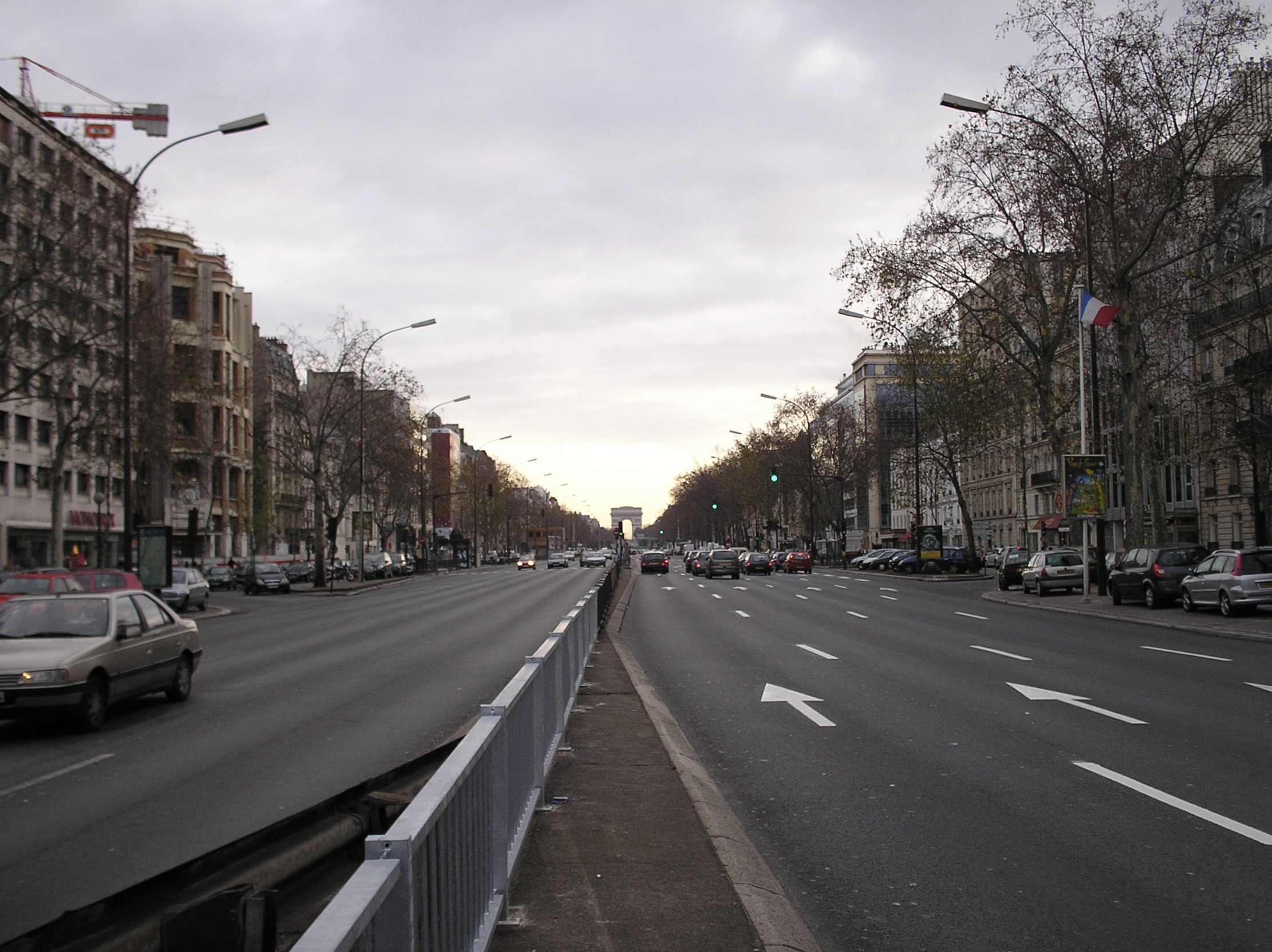
Проспект Шарля де Голя: vue vers l'Arc de Triomphe
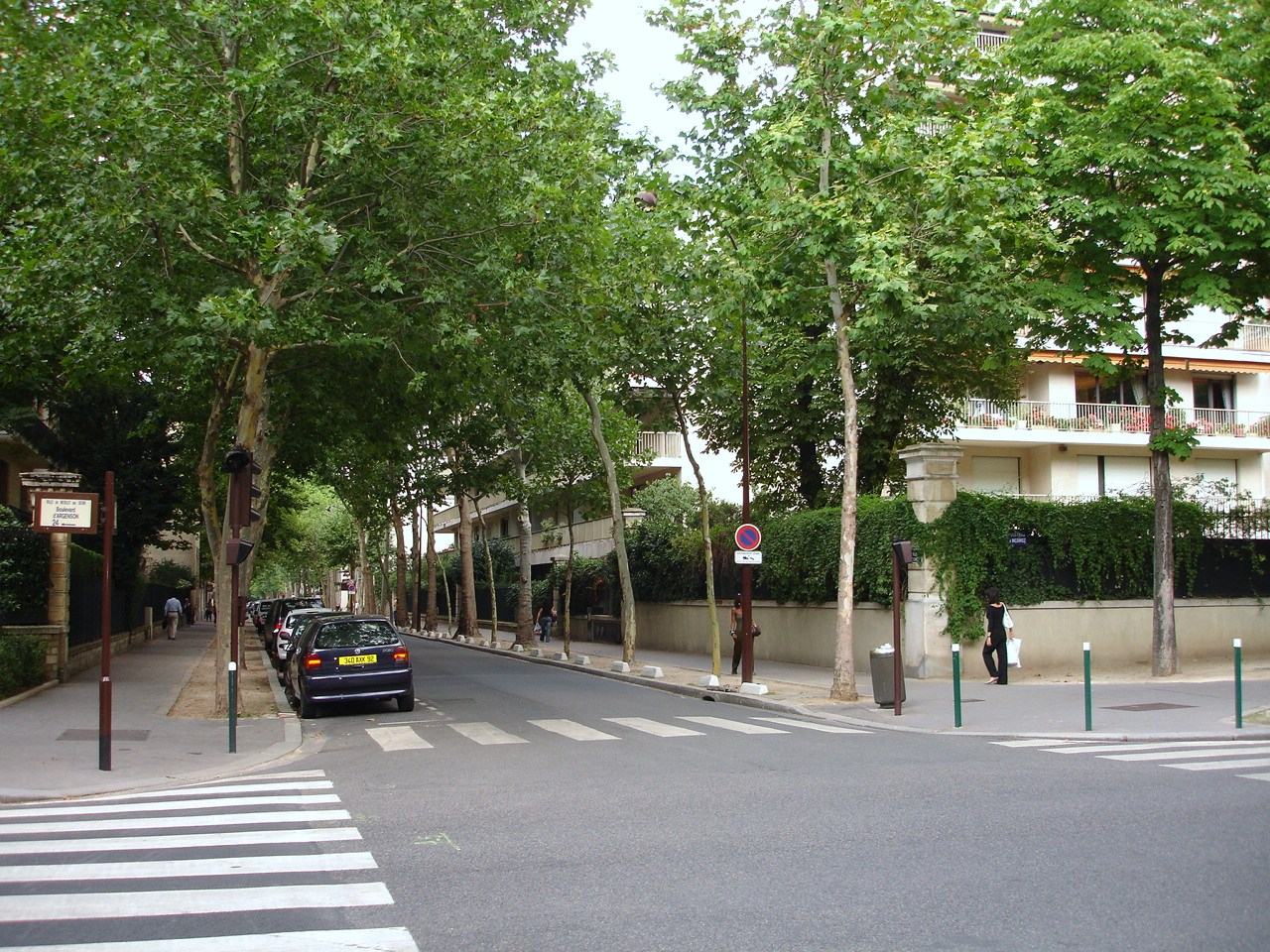
Вулиця de Chézy
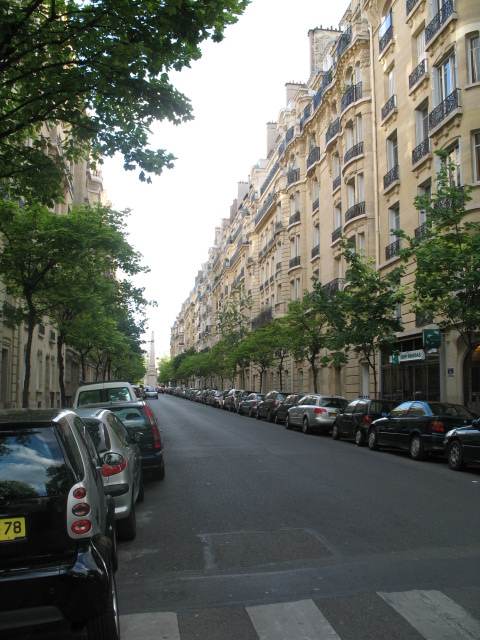
Вулиця Берто-Дюма
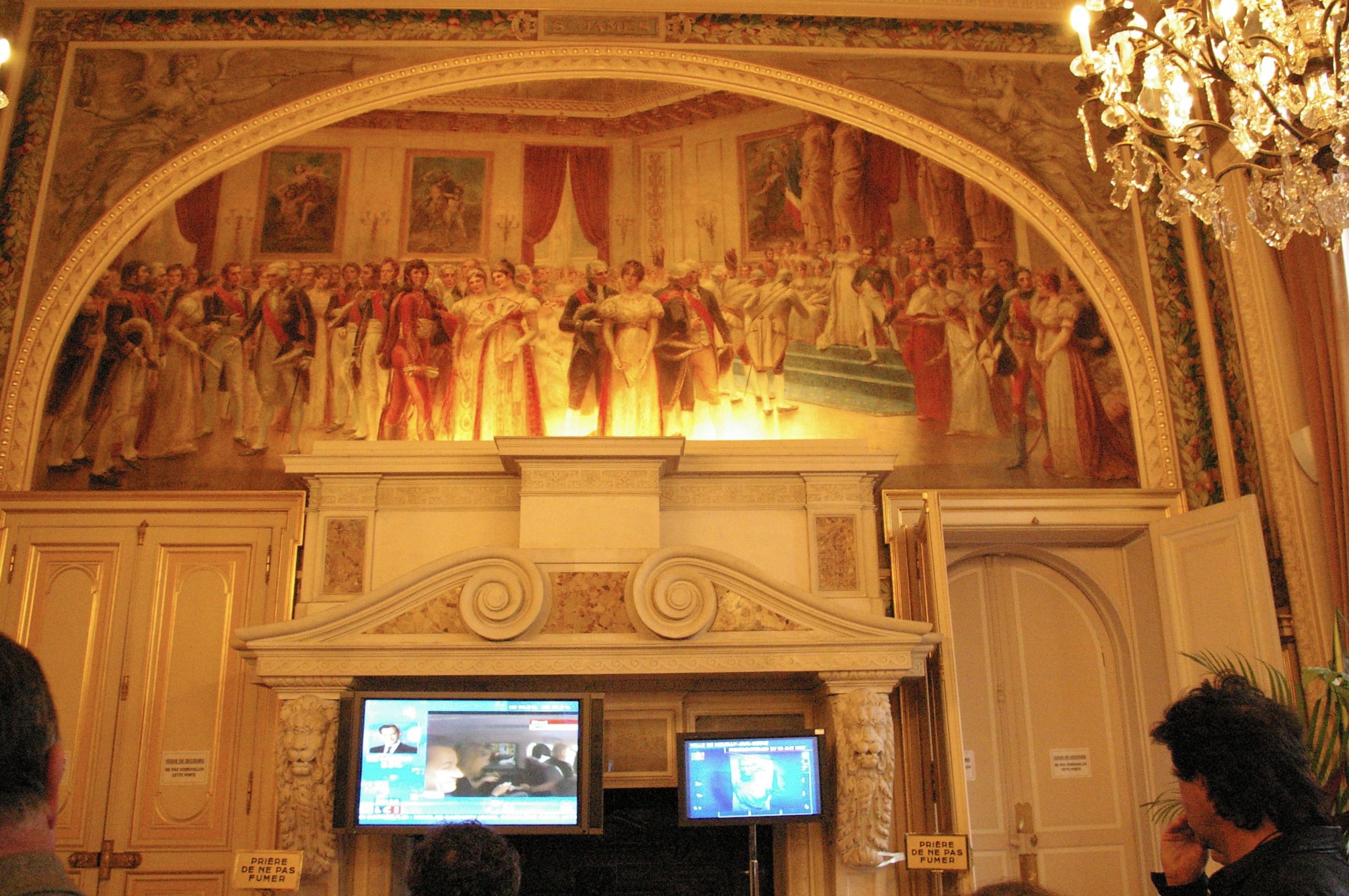
Peinture murale à la mairie de Neuilly représentant une réception organisée pour le Premier Consul au château de Neuilly.

Vue de la commune de Neuilly-sur-Seine en rouge sur la carte de la " Petite Couronne " d'Île-de-France
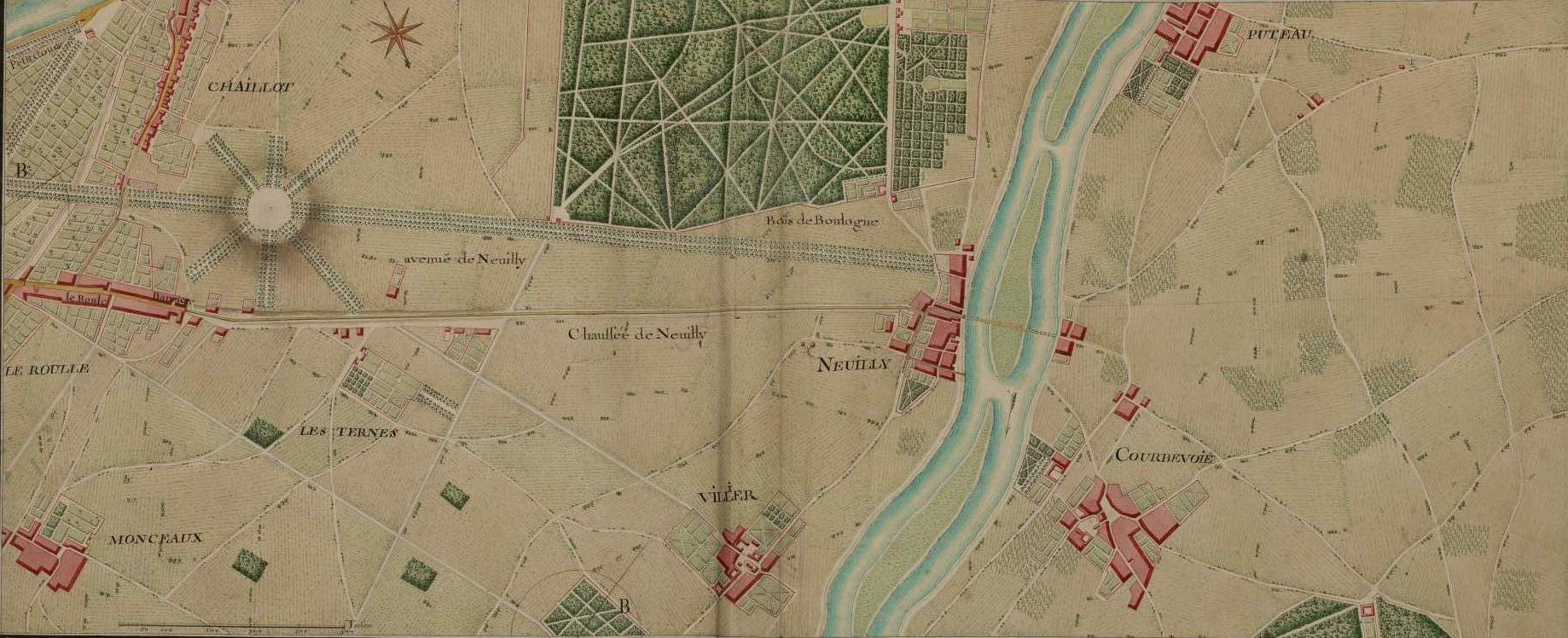
Plan de Neuilly et de ses environs, fin du XVIIIe siècle
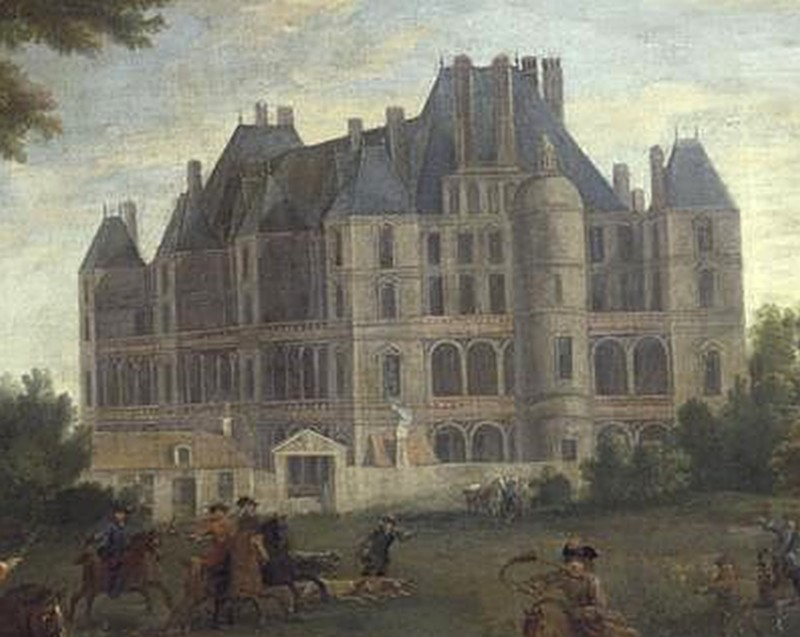
Le château de Madrid.
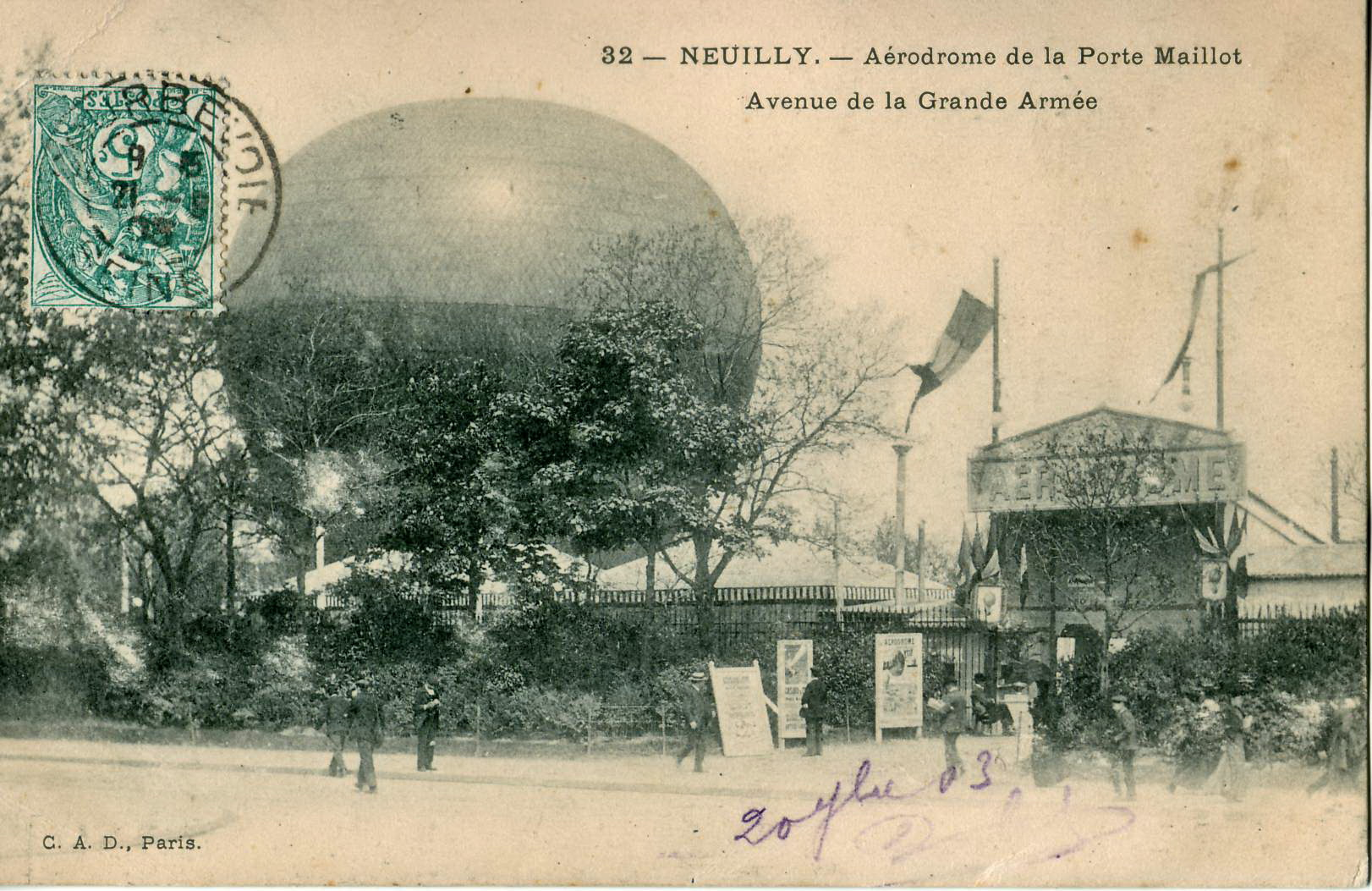
Повітряна куля
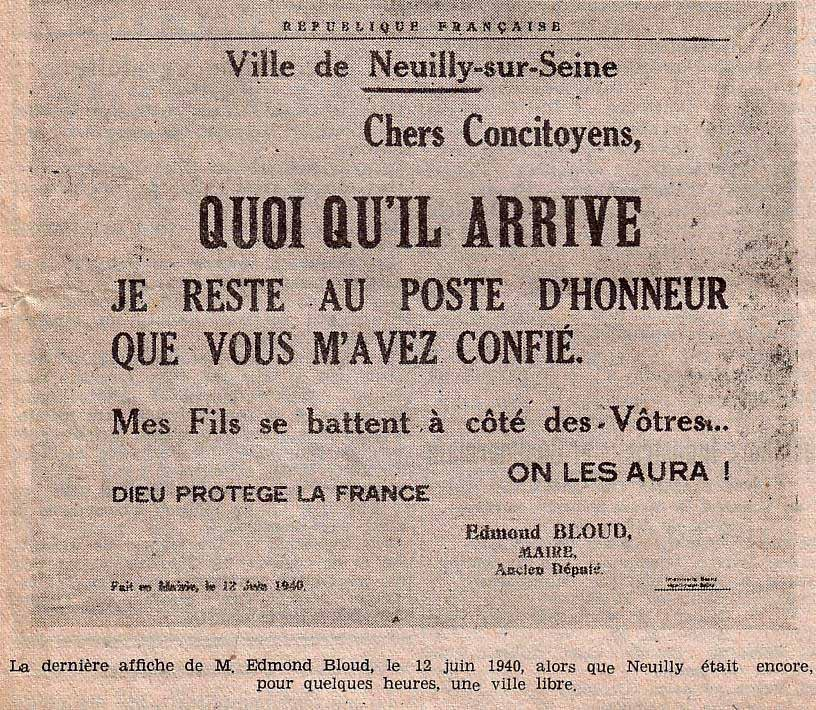
Affiche apposée sur les murs de Neuilly par le maire Edmond Bloud, le 12 juin 1940
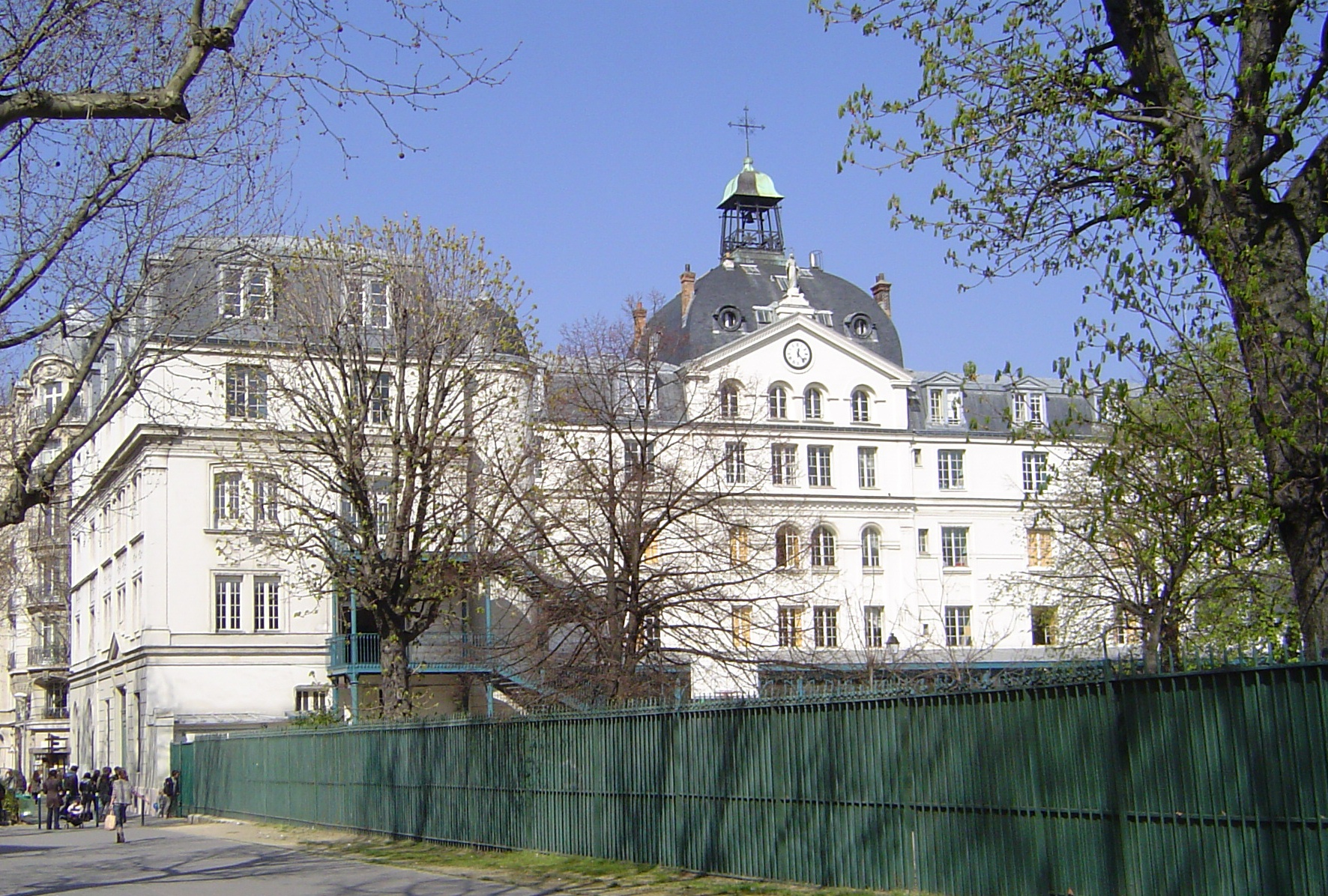
Institution Notre-Dame de Sainte-Croix
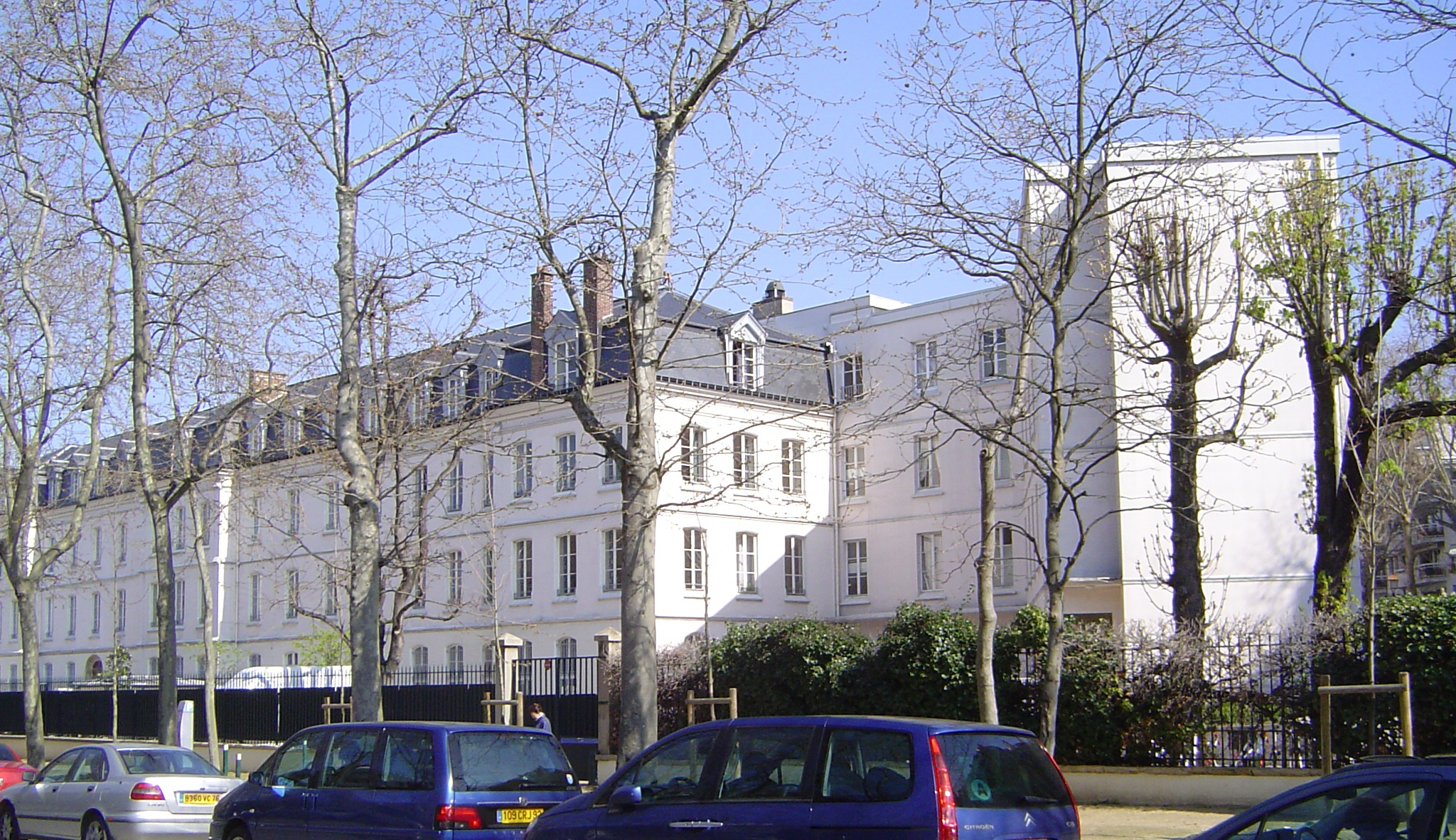
Collège Sainte-Marie
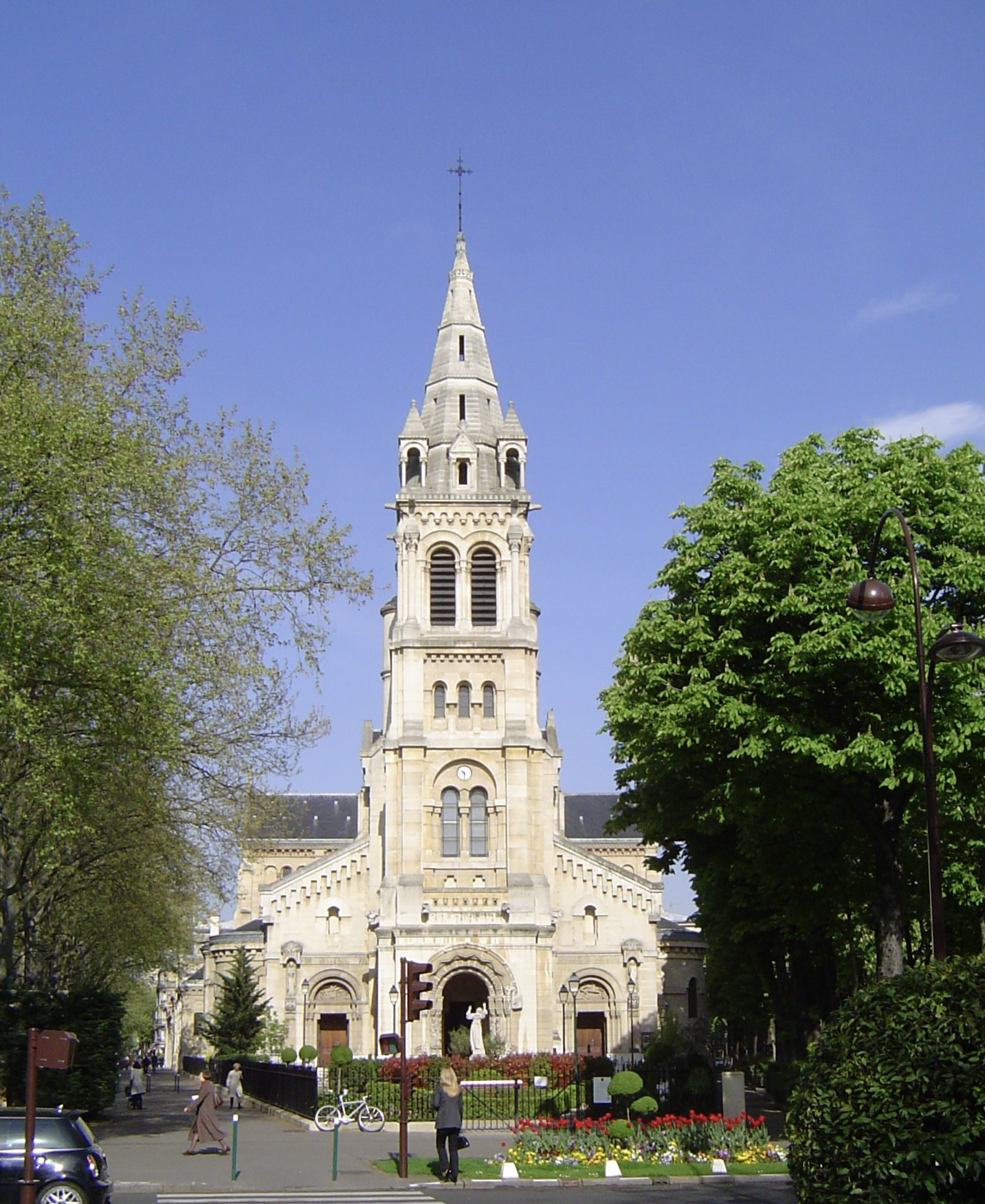
Façade de l'église Saint-Pierre
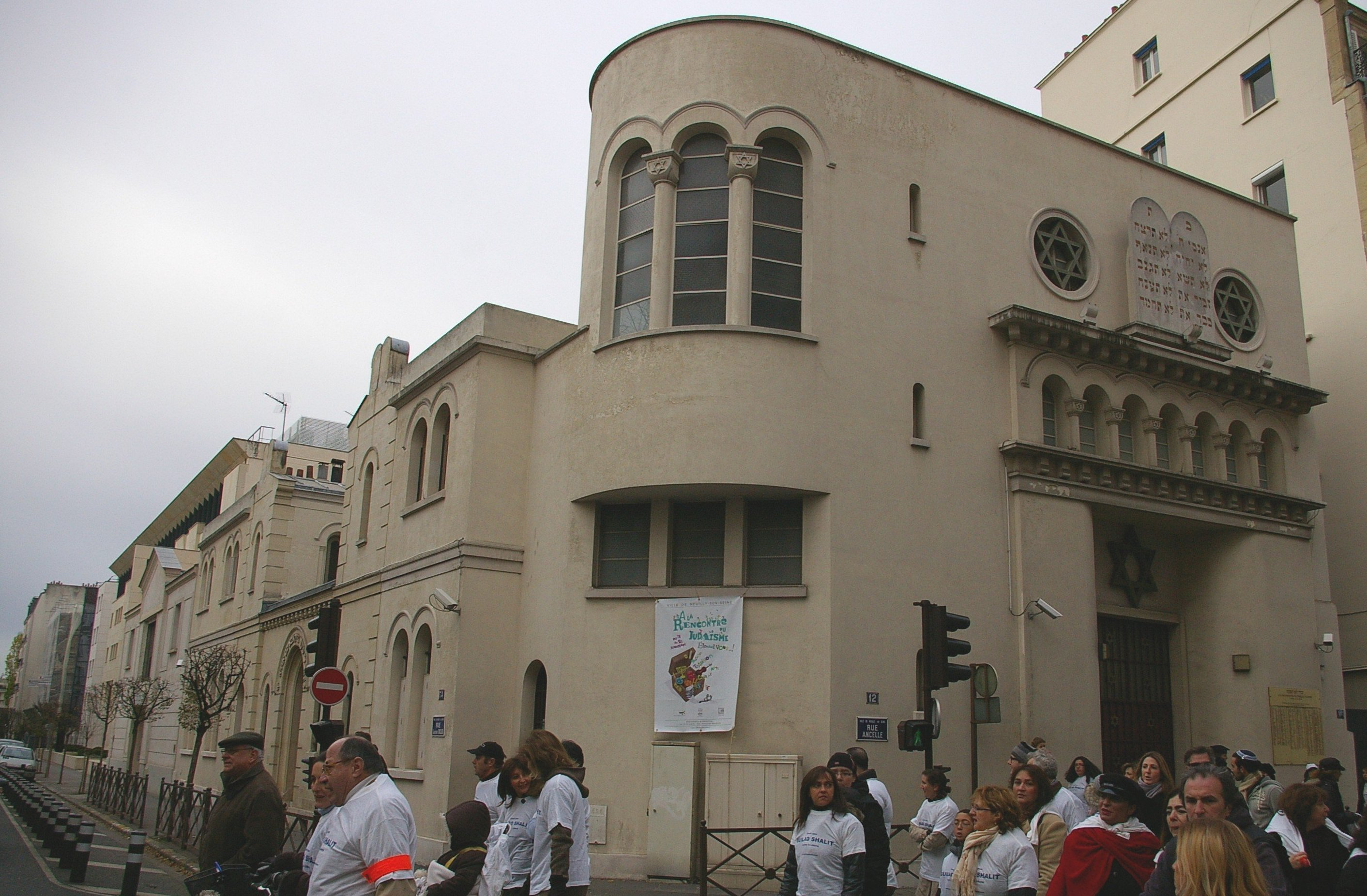
Синагога Неї
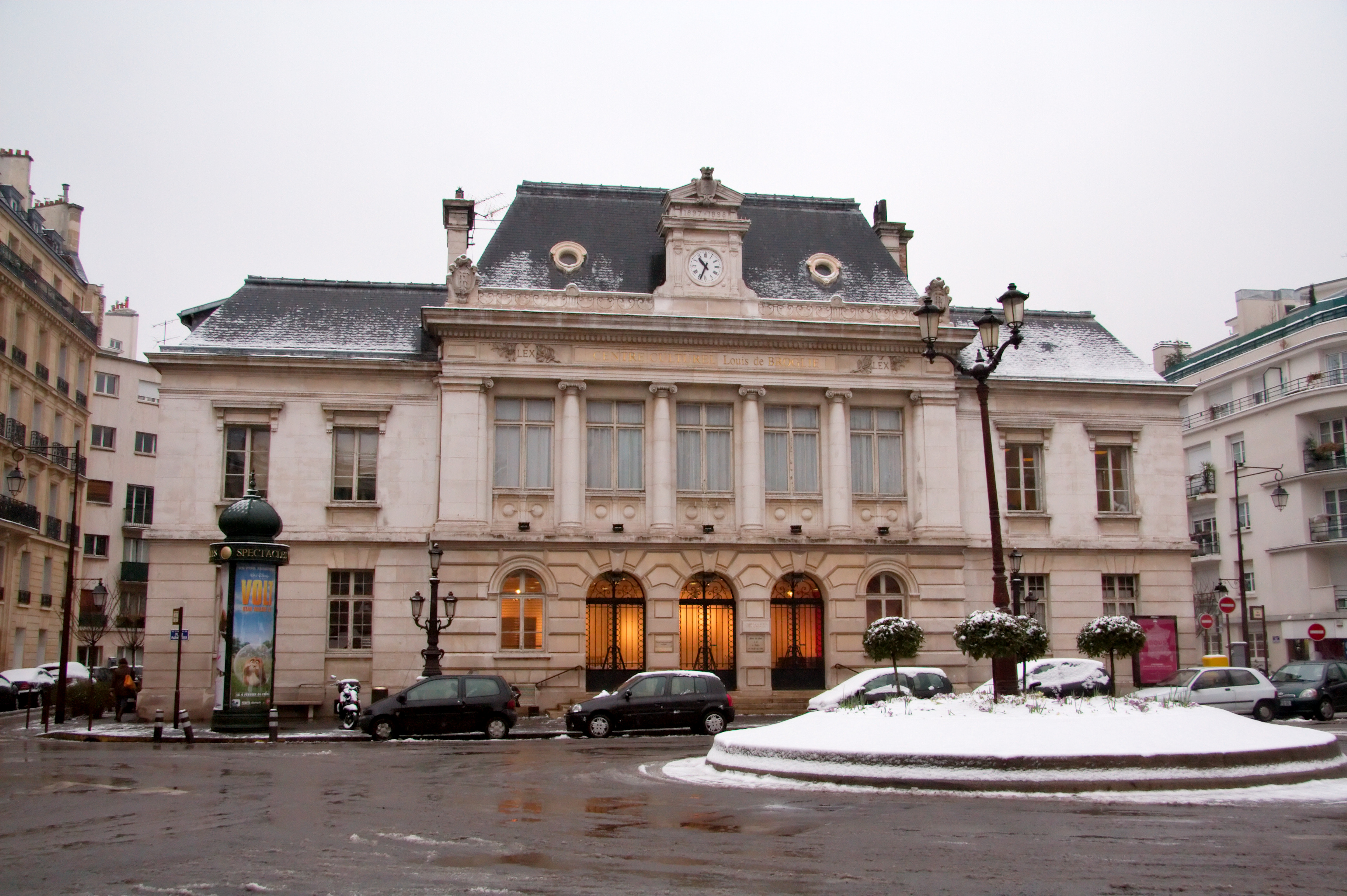
Le centre culturel Louis-de-Broglie

- Список муніципалітетів департаменту О-де-Сен